# Выборы главы администрации Белгородской области (1995)
Первые выборы главы администрации Белгородской области прошли в Белгородской области 17 декабря 1995 года в период выборов глав регионов, одновременно с выборами депутатов Государственной думы II созыва. Победу в большинстве районов региона одержал действующий глава администрации Белгородской области Евгений Савченко, который набрал 55 % голосов избирателей. Второе место занял аудитор Счётной палаты Михаил Бесхмельницын от КПРФ, набрав 32,19 % голосов. 

## Проведение
30 ноября 1991 года указом президента РСФСР Бориса Ельцина первым главой администрации Белгородской области был назначен председатель Белгородского областного Совета народных депутатов Виктор Берестовой. Вскоре, из-за осуждения разгона Верховного Совета и неододобрения конституционной реформы Берестовой был смещён президентом Ельциным с поста главы региона 11 октября 1993 года, за «систематическое неисполнение указов президента и распоряжений правительства, за воспрепятствование осуществлению избирательных прав граждан»; исполняющим обязанности главы администрации Белгородской области был назначен заместитель начальника главного управления растениеводства Министерства сельского хозяйства и продовольствия РФ Евгений Савченко.
На выборы 1995 года были выдвинуты четыре кандидата: действующий глава администрации Белгородской области Евгений Савченко, поддержанный КПРФ аудитор Счётной палаты Михаил Бесхмельницын, депутат Государственной думы Сергей Сычёв от ЛДПР и независимый Владимир Набока.
В ходе предвыборной кампании Бесхмельницын больше стремился показать несостоятельность федеральных властей и недостатки в деятельности действующего главы администрации области. Сам Савченко не вступал в полемику с Бесхмельницыным, проводил встречи с различными категориями избирателей во всех районах и городах области, широко использовал средства массовой информации для разъяснения своей предвыборной программы. Сергей Сычёв активно встречался с избирателями в основном на территории Новооскольского одномандатного избирательного округа № 63 по выборам депутатов Государственной думы, выступал в средствах массовой информации, в частности для оказания поддержки в область приезжал лидер ЛДПР Владимир Жириновский.
Явка избирателей Белгородской области на выборах 1995 года была выше 75 %; наибольшая активность была отмечена в Красненском районе, где проголосовало 92,5 % избирателей. Наиболее высокая поддержка у Савченко была в Краснояружском районе, где он получил 85,74 % голосов; меньше всего за Савченко проголосовало в Вейделевском районе (36,22 %). Бесхмельницын одержал победу в двух районах области — Вейделевском (56,67 %) и Чернянском (51,02 %).

## Кандидаты
| Кандидат                      | Деятельность/должность (на момент выдвижения)                                              | Субъект выдвижения       | Статус          |
| ----------------------------- | ------------------------------------------------------------------------------------------ | ------------------------ | --------------- |
| Михаил Иванович Бесхмельницын | аудитор Счётной палаты Российской Федерации                                                | выдвинут группой граждан | зарегистрирован |
| Владимир Иванович Набока      | руководитель Миграционной службы Белгородской области                                      | выдвинут группой граждан | зарегистрирован |
| Евгений Степанович Савченко   | действующий глава администрации Белгородской области                                       | выдвинут группой граждан | зарегистрирован |
| Сергей Владимирович Сычёв     | депутат Государственной думы I созыва, координатор Белгородской областной организации ЛДПР | ЛДПР                     | зарегистрирован |

## Результаты
| Место                       | Место                       | Кандидат                    | Голосов   | %        |
| --------------------------- | --------------------------- | --------------------------- | --------- | -------- |
|                             | 1.                          | Евгений Савченко            | 454 389   | 55,54 %  |
|                             | 2.                          | Михаил Бесхмельницын        | 263 362   | 32,19 %  |
|                             | 3.                          | Сергей Сычёв                | 49 449    | 6,04 %   |
|                             | 4.                          | Владимир Набока             | 8932      | 1,09 %   |
| Против всех                 | Против всех                 | Против всех                 | 32 121    | 3,93 %   |
| Действительных бюллетеней   | Действительных бюллетеней   | Действительных бюллетеней   | 808 253   | 98,79 %  |
| Недействительных бюллетеней | Недействительных бюллетеней | Недействительных бюллетеней | 9888      | 1,21 %   |
| Явка                        | Явка                        | Явка                        | 818 141   | 100,00 % |
| Общее число избирателей     | Общее число избирателей     | Общее число избирателей     | 1 084 042 |          |